# Jazzpunk
Jazzpunk – komediowa gra przygodowa stworzona przez Necrophone Games, wydana przez Adult Swim Games na platformach Microsoft Windows, OS X oraz Linux. Gra miała swoją premierę 7 lutego 2014. Gracz steruje agentem Polyblankiem, który wykonuje zadania w fikcyjnym świecie.
Gra została stworzona przy użyciu silnika Unity, a oprawę graficzną opracowano w Blenderze. Jazzpunk został ciepło odebrany przez media zyskując średnią ocen 77/100 w serwisie Metacritic. Chwalono unikatowość gry, jak i żarty w niej zawarte. Krytykowano natomiast długość gry i płytką rozgrywkę.

## Rozgrywka
Akcja gry toczy się w alternatywnej rzeczywistości pod koniec lat 50. XX wieku, w której Japonia wygrała drugą wojnę światową. Gracz wciela się w rolę agenta Polyblanka i widzi świat z perspektywy pierwszej osoby. Postać może rozmawiać z bohaterami niezależnymi i wchodzić w interakcję z niektórymi przedmiotami. Podczas rozgrywki istnieje również możliwość zagrania w minigry.